# Zodarion segurense
Zodarion segurense är en spindelart som beskrevs av Robert Bosmans 1994. Zodarion segurense ingår i släktet Zodarion och familjen Zodariidae.
Artens utbredningsområde är Spanien. Inga underarter finns listade i Catalogue of Life.